# 卡萬布瓦縣

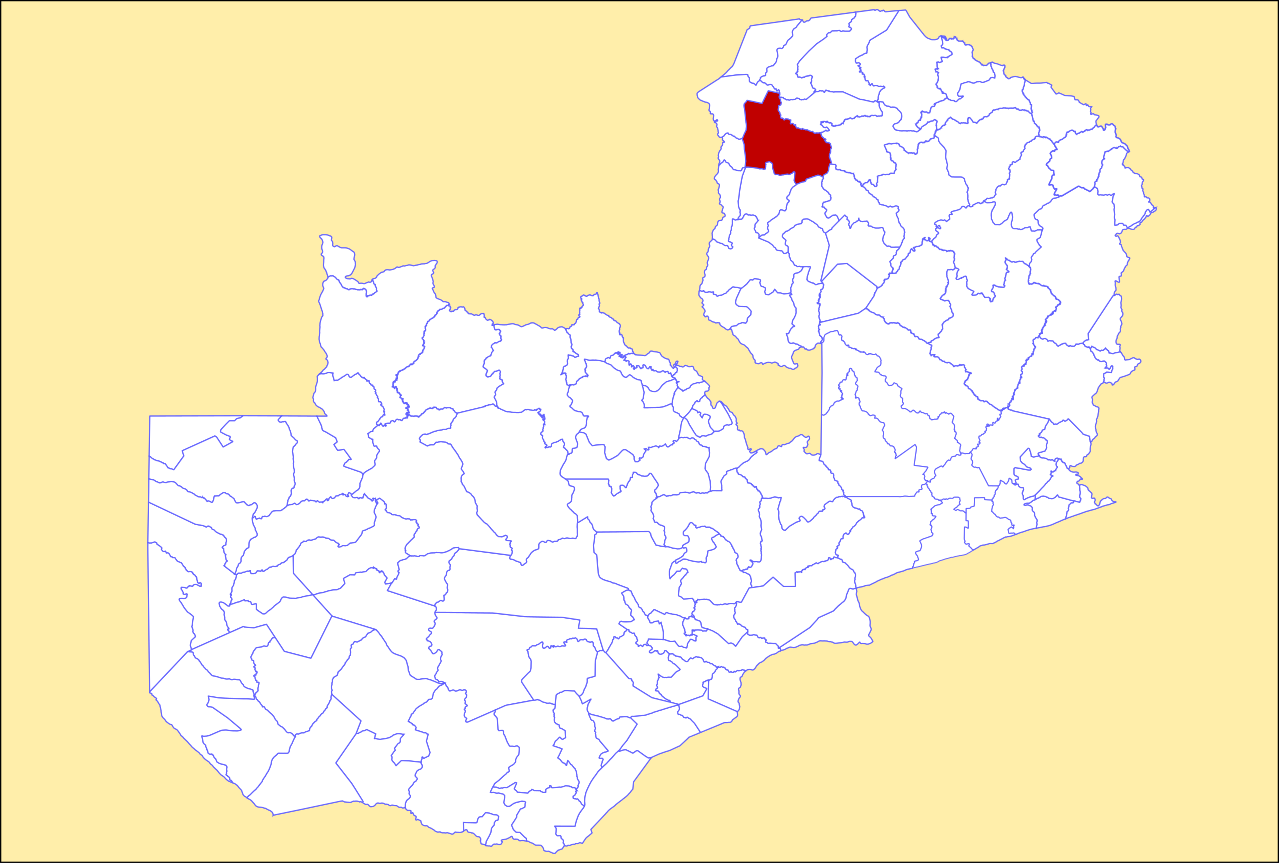

9°45′S 29°20′E / 9.750°S 29.333°E
卡萬布瓦縣（英語：Kawambwa District），是贊比亞的縣份，位於該國北部，由盧阿普拉省負責管轄，首府設於卡萬布瓦，面積9,303平方公里，海拔高度1,197米，2010年人口134,414，人口密度每平方公里14.5人。